# Powiat opolsko-lubelski
Powiat opolsko-lubelski – nazwa, pod którą figurował powiat opolski (województwo lubelskie) w latach 1954–1975. Ówczesny powiat opolsko-lubelski obejmował terytorium o kształcie zbliżonym do dzisiejszego powiatu opolskiego, oprócz gminy Chodel, która należała do powiatu bełżyckiego.